# راسل کرک
راسل کرک (انگلیسی: Russell Kirk) نظریه‌پرداز سیاسی، اخلاق‌گرا، مورخ، منتقد اجتماعی، منتقد ادبی، و داستان‌نویس آمریکایی بود که به خاطر اثرگذاریش بر محافظه کاری قرن بیستمی شناخته شده‌است. کتاب او به نام ذهن محافظه کار چاپ ۱۹۵۳ به جنبش محافظه کاری پس از جنگ جهانی دوم شکل داد. کرک از جمله هواداران اصلی محافظه کاری سنت گرا شناخته می‌شود.